# 19293 Dedekind
19293 Dedekind è un asteroide della fascia principale. Scoperto nel 1996, presenta un'orbita caratterizzata da un semiasse maggiore pari a 2,2689119 UA e da un'eccentricità di 0,1106791, inclinata di 6,92092° rispetto all'eclittica.
Fa parte della famiglia di asteroidi Vesta.
È dedicato al matematico tedesco Richard Dedekind.